# Route Transalpina

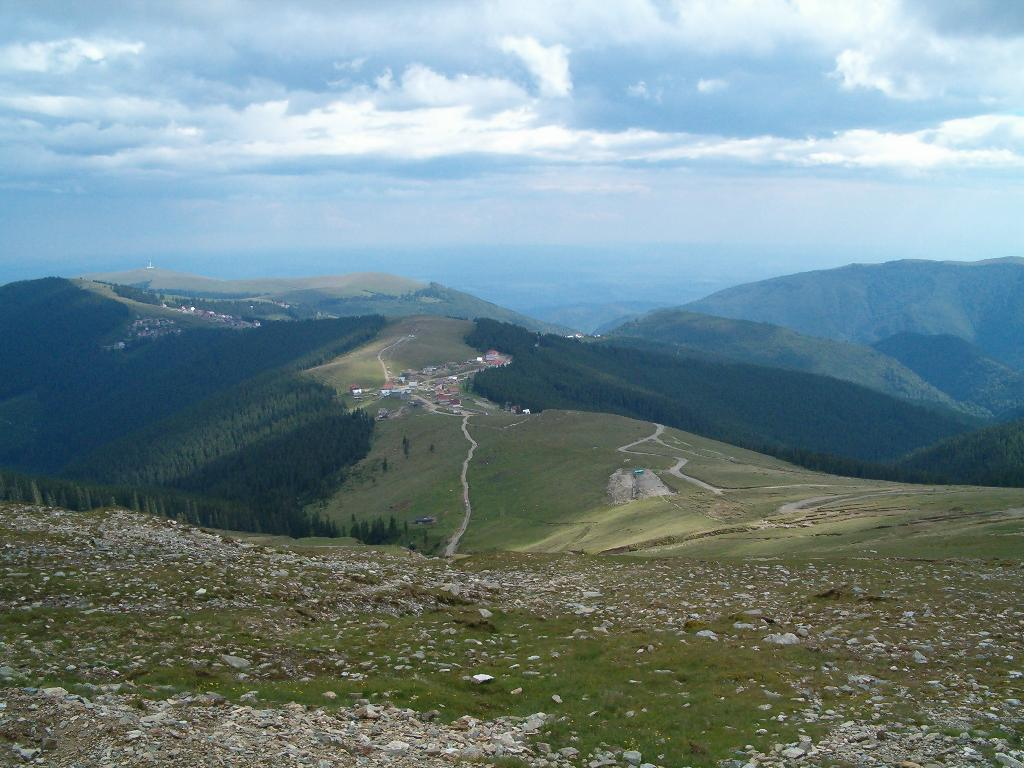
Route Transalpina ou DN67C vue depuis le pic de Păpușa

La Route Transalpina (DN 67C) est une route de Roumanie traversant les monts Parâng de Ciocadia (dans le județ de Gorj) à Sebeș (dans le județ d'Alba). C'est la plus haute route de Roumanie culminant à 2 145 mètres d'altitude. 
Elle a été construite pendant la Première Guerre mondiale.
Elle est bloquée par la neige généralement entre mi-octobre et mi-juin.

## Images

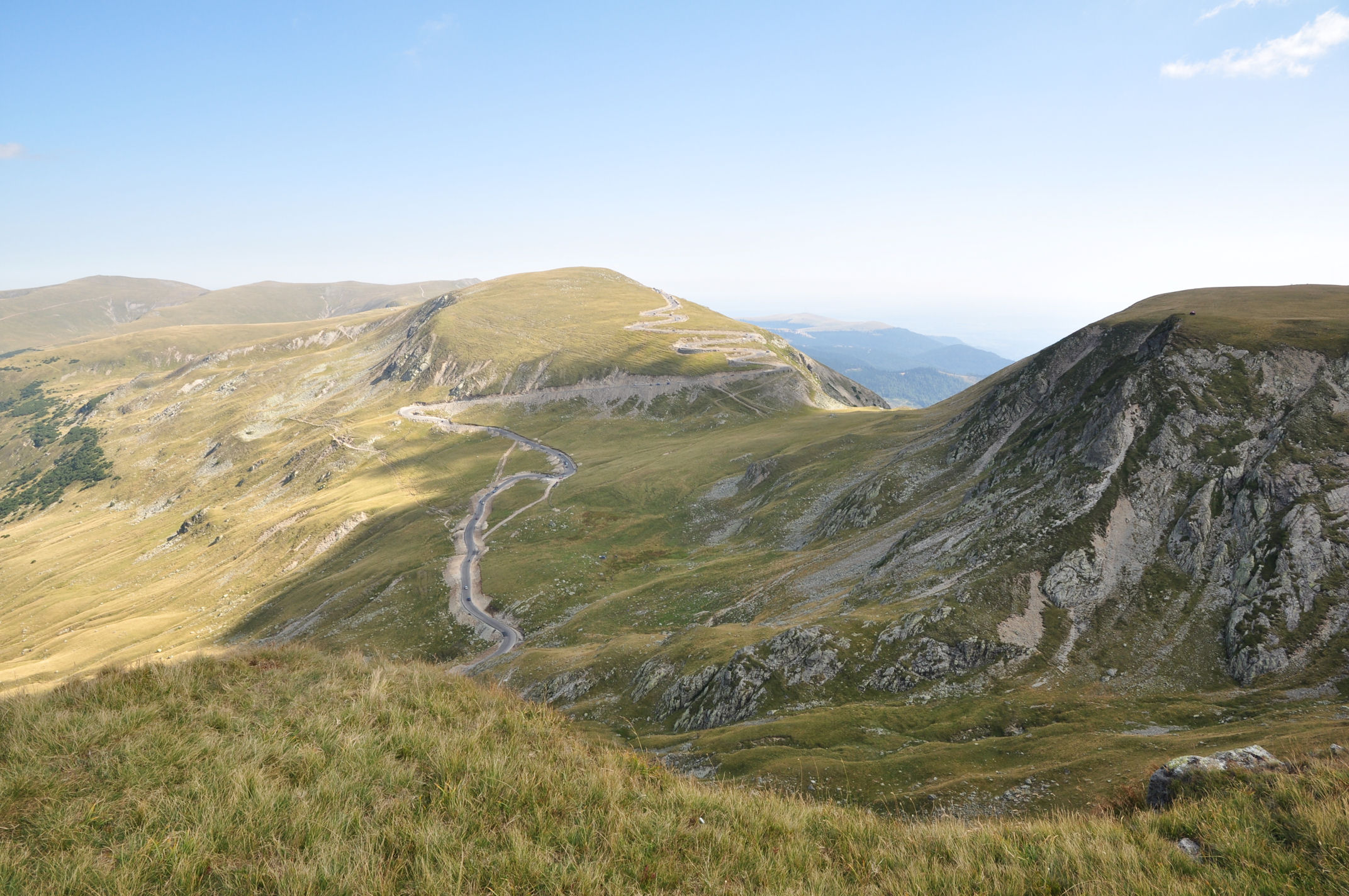
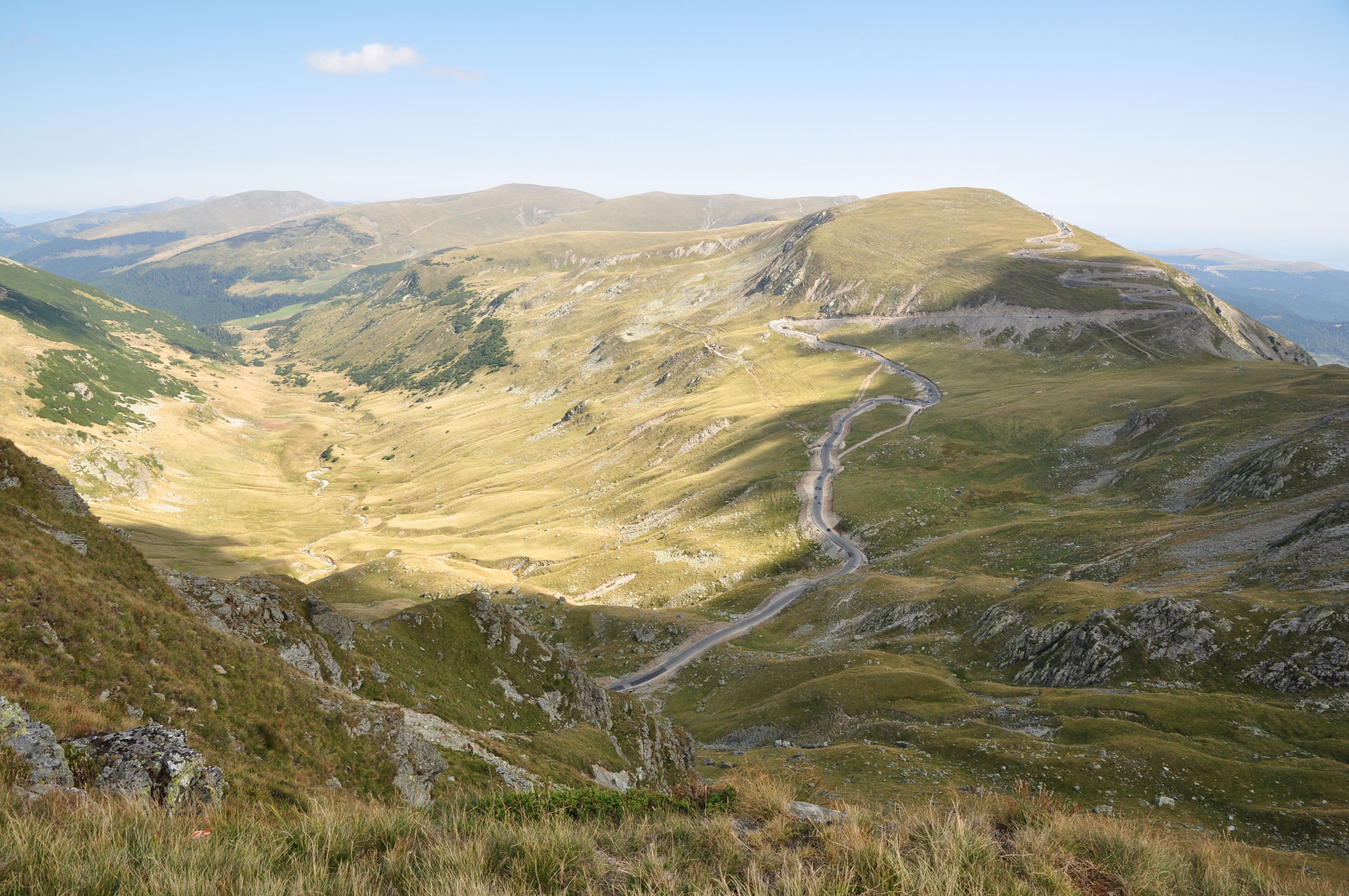
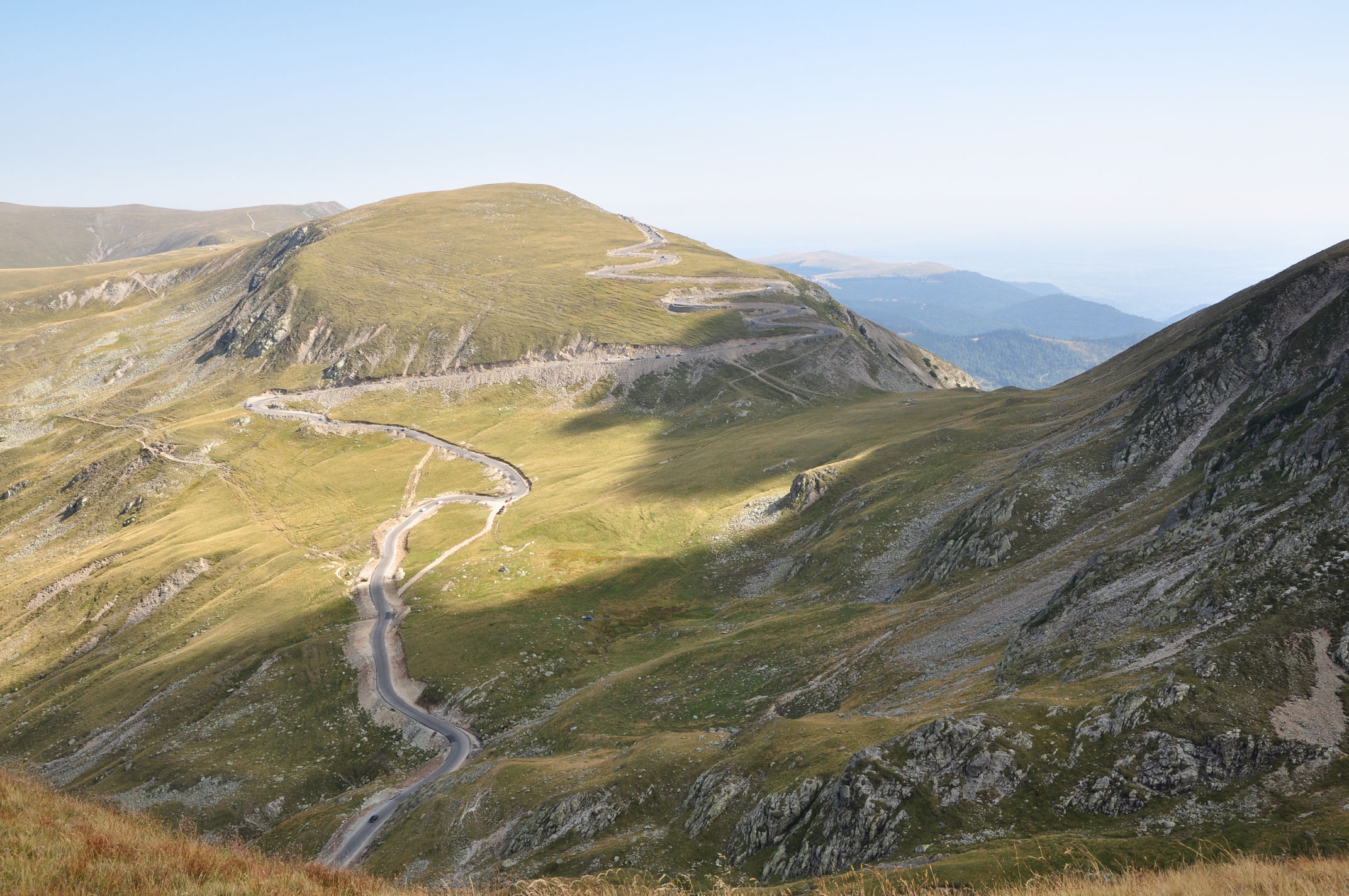
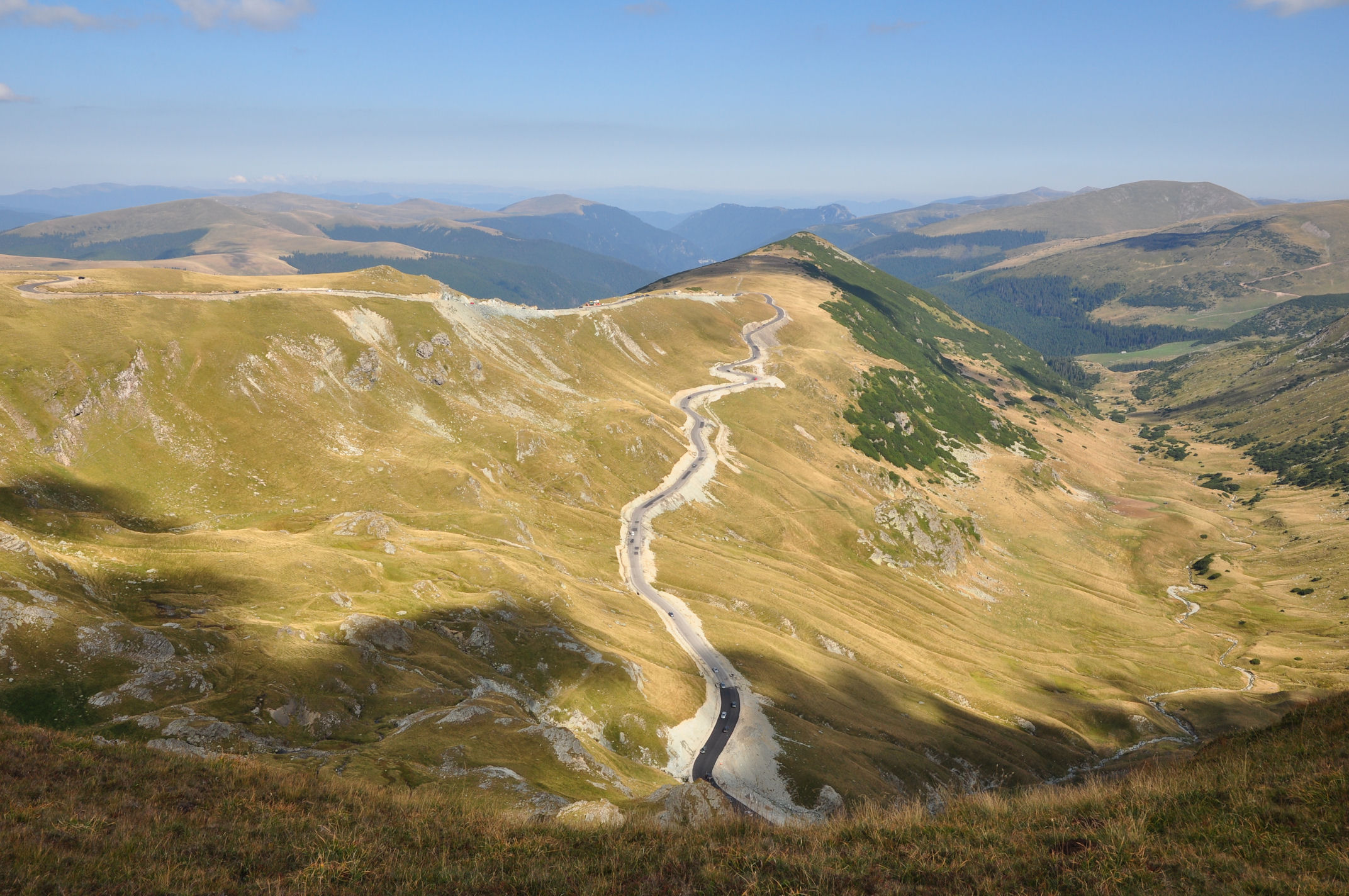